# Gorgone exponens
Gorgone exponens là một loài bướm đêm trong họ Noctuidae.